# 최기운
최기운(崔基雲, 1959년 11월 7일~)은 대한민국의 물리학자이다. 한국과학기술원 자연과학대학 물리학과 교수직과 전북대학교 객원교수
미국 캘리포니아 대학교 협동연구원 지냈으며, IBS순수물리이론 연구단 연구단장이자, 한국과학기술한림원의 회원이다.

## 수상
- 2007 과학재단-톰슨사이언티픽 과학자[4][5]
- 2007 학술진흥재단 선정 국가석학[6][7]
- 2011 한국과학상[8][9][10]